# بافت روستای ندوشن
بافت تاریخی روستای ندوشن مربوط به سدهٔ ۷ ه‍.ق تا دوره معاصر است و در روستای تاریخی ندوشن، شهرستان میبد،  واقع شده و این اثر در تاریخ ۲۴ اسفند ۱۳۸۳ با شمارهٔ ثبت ۱۱۵۹۳ به‌عنوان یکی از آثار ملی ایران به ثبت رسیده است.